# جياني روسو
جياني روسو (بالإنجليزية: Gianni Russo)‏ (و. 1943 – م) هو ممثل، ومغني، من الولايات المتحدة الأمريكية، ولد في مدينة نيويورك.

## وصلات خارجية
- جياني روسو على موقع IMDb (الإنجليزية)
- جياني روسو على موقع ألو سيني (الفرنسية)
- جياني روسو على موقع أول موفي (الإنجليزية)
- جياني روسو على موقع قاعدة بيانات الأفلام السويدية (السويدية)
- جياني روسو على موقع إن إن دي بي (الإنجليزية)
- جياني روسو على موقع قاعدة بيانات الفيلم (الإنجليزية)
- جياني روسو على موقع كينوبويسك (الروسية)